# Medmassa tigris
Medmassa tigris là một loài nhện trong họ Corinnidae.
Loài này thuộc chi Medmassa. Medmassa tigris được Christa L. Deeleman-Reinhold miêu tả năm 1995.